# So Ouest
So Ouest est un centre commercial à Levallois-Perret, dans les Hauts-de-Seine. Il a ouvert ses portes le 18 octobre 2012 et est placé à proximité de la porte d'Asnières à Paris (17e arrondissement). Ce centre commercial présente la particularité d'avoir été construit en zone urbaine, sans destruction notable de l’existant, et il possède un hypermarché entièrement souterrain (bien que d'un point de vue réglementaire (réglementation incendie), l'hypermarché est à rez-de-chaussée, ceci grâce à la réalisation des darses de largeur supérieure à huit mètres qui permettent en cas d'incendie, l'évacuation de la clientèle et du personnel de plain pied), y compris les zones de stockage et livraison.

## Historique

### Préambule
Créé dans les années 1970, pendant le mandat de Parfait Jans, le quartier Eiffel, composé de bureaux, de logements et d'un centre commercial, accueillant notamment commerces de proximité et divers services publics voit le jour pour remplacer d'anciens bidonvilles. Il est modifié et rénové dès les années 1980 sous le mandat de Patrick Balkany. La municipalité choisit de le rénover à nouveau pour proposer un cadre de consommation et un environnement adaptés aux aspirations d'une clientèle plus aisée. C'est donc pour moderniser ce quartier que la municipalité a entamé en 2006 la ZAC Eiffel. Ce chantier qui comprend également la rénovation de la tour Courcellor II, voit sa réalisation s'étaler sur plusieurs années et des travaux s’achevant en 2014.

### So Ouest
Après 350 millions d'euros d'investissements et six ans de travaux, ce centre commercial est inauguré le 17 octobre 2012 pour une ouverture au public le lendemain,.
Avec une centaine de boutiques (actives dans les vêtements et accessoires, l'alimentation, les loisirs, les soins de soi, etc.),,,, un hypermarché à l'enseigne E.Leclerc, l'ouverture d'une dizaine de cafés et restaurants, et en 2015 l'ouverture d'un multiplexe Pathé de huit salles, So Ouest est une zone associant loisirs et commerces avec des espaces verts de 17 000 m2. L'hypermarché situé sous le parc Alsace propose 8 000 m2 de surface de vente (15 000 m2 au total avec zone de livraison et stocks) remplace les deux anciens supermarchés E.Leclerc de la commune.
Les prévisions de fréquentations sont estimées à dix millions de visiteurs par an. Pour les emplois locaux, 1 000 personnes doivent être recrutées,.

### Décoration
La décoration intérieure, réalisée par l'agence de design de l'architecte Olivier Saguez, faite de marbre, cuir, miroirs, boiseries, de mobilier design ou style Louis XV tel que le comptoir du guichet d'information, a pour ambition d'être « élégante et luxueuse » et de « changer les codes classiques du centre commercial en créant une ambiance proche de celle d’un appartement parisien », un appartement de type haussmanien, voire, précise Nelly Païs directrice du centre, « un grand hôtel ». Des écrans de télévision sont disséminés dans l'ensemble du centre commercial afin de créer des ambiances différentes par la diffusion d'images ; des diffuseurs olfactifs sont également présents à certains endroits afin de compléter ces ambiances.

### Développement durable
So Ouest est présenté également comme s'inscrivant dans une politique de développement durable, puisque toutes les infrastructures répondent à des normes écologiques « fortes ». C'est également la première fois en Europe qu'un centre commercial obtient la certification environnementale Breeam « Excellent ».